# Heinz Thilo
Heinz Thilo (8 octobre 1911 à Elberfeld - 13 mai 1945 à Vrchlabí) est un officier SS allemand et médecin dans le camp de concentration d'Auschwitz.

## Carrière
Il rejoint le parti nazi en décembre 1930 et la SS en 1934. Il termine ses études médicales en 1935 et travaille comme gynécologue pour l’organisation Lebensborn d’avril 1938 à fin 1941. 
Il passe six mois au front avant de venir à Auschwitz en octobre 1942, où il sera responsable de l’HKB (Häftlingskrankenbau; l'infirmerie du camp) à Birkenau. Comme tous les médecins de Birkenau, il assurait fréquemment le service de la rampe,. Il sélectionnait aussi au HKB et participa à la liquidation du camp de Theresienstadt en mars 1944, où 3 791 Juifs seront assassinés dans les chambres à gaz. 
En octobre 1944, il est muté à Gross-Rosen où il reste jusqu'à février 1945 comme médecin du camp. Il quitte le camp peu avant sa libération et s’est suicidé en prison en avril 1945.